# La Plata (Huila)
Pour les articles homonymes, voir La Plata (homonymie) et Plata.
La Plata est une municipalité située dans le département de Huila, en Colombie.